# A Burglar's Mistake
A Burglar's Mistake er en amerikansk stumfilm fra 1909 af D. W. Griffith.

## Medvirkende
- Harry Solter som Henry Newman
- Charles Inslee som Dick Folsom
- Marion Leonard som Mrs. Newman
- Adele DeGarde
- Robert Harron